# Месич, Марко
Марко Месич (хорв. Marko Mesić; 30 сентября 1901, Беловар, Австро-Венгрия, ныне Хорватия — 9 февраля 1982, Загреб) — югославский и хорватский офицер, последний командир Хорватского легиона, разгромленного в ходе Сталинградской битвы. В дальнейшем возглавлял просоветские югославские части, сформированные на территории СССР.

## Биография

### Ранние годы
Окончив 8-летнюю школу, начал военное образование в г. Печ (Венгрия), продолжил его в Карловце и Мариборе. Окончил Королевскую югославскую военную академию в Белграде и служил офицером артиллерии в Югославской королевской армии до 1941 г. К началу войны имел звание подполковника, командовал артиллерийским полком в г. Ниш близ болгарской границы.

### В Хорватском легионе
После поражения югославской армии от немцев в краткосрочной кампании апреля 1941 г. Месич вступил в Хорватское домобранство («силы самообороны» Независимого хорватского государства) в Вараждине, где он вскоре был назначен в 369-й усиленный пехотный полк («Хорватский легион») в составе 100-й лёгкой пехотной дивизии. Месич в звании подполковника командовал артиллерией полка. Солдаты Хорватского легиона носили немецкую форму и находились в подчинении немецкого военного командования, поскольку официально Независимое хорватское государство не объявляло войну СССР.
Первый командир полка, полковник Иван Маркуль, сумел превратить его из группы плохо обученных добровольцев в соединение с высокими боевыми характеристиками, солдаты которого были отмечены многочисленными наградами. Сам Месич 23 февраля 1942 г. был награждён Железным крестом. Такое положение сохранялось до лета 1942 года. 7 июля 1942 г. Маркуль отбыл в Хорватию в связи с болезнью, Месич временно замещал его до назначения нового командира — полковника Виктора Павичича.
Легион также отличился в боях за Сталинград, и единственным из не немецких по составу соединений удостоился чести войти в город. В боях под Сталинградом легион понёс значительные потери, а его командир Виктор Павичич пропал без вести; Месич стал исполнять обязанности командира. 2 февраля 1943 г. Месич, 15 офицеров и около 100 солдат сдались в плен. В Германии полагали, что он погиб, поэтому его посмертно наградили Железным крестом, хорватским Орденом железного трилистника, а также присвоили звание полковника.

### На службе СССР и Тито
Летом 1943 года Месич, а вместе с ним — около 100 легионеров и 6 офицеров были переведены в Суздаль, а затем — в Красногорск под Москвой, где позднее они встретились с остальными выжившими солдатами легиона. Здесь же, в Красногорске, а позднее в Карасёве, советские власти начали формировать новое соединение Югославской королевской армии (в то время СССР ещё не признавал администрацию партизан Тито как суверенное правительство). В это время фотографии Месича в югославской униформе под титовским флагом несколько раз публиковались советской пропагандой вместе с обращениями к хорватским солдатам сдаться, чтобы спасти свои жизни. Узнав об этом, хорватское военное министерство уволило его с военной службы и отменило награждения.
В 1944 г. советские власти назначили Месича командиром вновь сформированной «Первой югославской бригады добровольцев», составленной из пленных югославского происхождения, а также из добровольцев, живущих в СССР. Офицерами данной бригады, переправленной в Югославию для присоединения к югославским партизанам, служили многие бывшие офицеры легиона — такие, как подполковник Эгон Зитник, майор Мариян Прислин, майор Мариян Туличич и др. В марте 1944 г. к ним присоединились ещё 200 бывших легионеров. Бывшие легионеры столкнулись с недоверием со стороны других партизан, особенно сербов, помнивших о развязанном усташами геноциде сербского населения в Хорватии.
Во время сражения при Чачаке в конце 1944 г. бригада Месича была направлена против превосходящих отступающих немецких сил (104-й егерской дивизии и 7-й дивизии «Принц Ойген»), и в результате была почти полностью уничтожена. Другие партизанские части, которые должны были поддержать Месича, отступили в панике. В целом потери партизан под Чачаком были беспрецедентными для всей истории партизанской войны в Югославии. Тито обвинил в поражении Месича, однако не арестовал его и не назначил ему никакого наказания. Тем не менее, несколько десятков бывших легионеров были расстреляны по подозрению в сотрудничестве с немцами.

### После войны
В 1945 г. Месич вышел в отставку в звании полковника Югославской народной армии и жил в Загребе. Власти не ставили ему в вину прежнюю службу в армии усташей, однако в 1948 г., когда начался конфликт между Тито и Сталиным («конфликт Коминформа»), он, в связи со службой в просоветских частях, попал под подозрение и неоднократно вызывался на допросы.
В 1950 г. Месич потерял обе ноги, попав под поезд при подозрительных обстоятельствах во время перевозки на очередной допрос (как сообщал его брат, он пытался убежать от конвоиров). Вскоре после этого Месич был освобождён и провёл в инвалидном кресле остаток жизни, дожив до весьма преклонного возраста. Похоронен на кладбище Мирогой в Загребе.